# Gebetbuch
Der Ausdruck Gebetbuch oder Gebetsbuch bezeichnet eine im 19. Jahrhundert auch unter den Andachtsbüchern gefasste Gruppe von Publikationen. Sie wurden einerseits zur privaten Erbauung verfasst und enthielten vorformulierte Texte zur intimen Hinwendung an Gott. In Hinblick insbesondere auf die weibliche Leserschaft vor dem 19. Jahrhundert wurde auf ihre Gestaltung besonderer Wert gelegt. Sie entwickelten eine besondere Außenwirkung: Gebetbücher wurden aufwändiger als andere Bücher gebunden, in die Kirchen mitgenommen, in der Öffentlichkeit sichtbar gemacht. Schmuck-Schlösser signalisierten gleichzeitig die Intimität der hier gepflegten Zwiesprache mit Gott.
Bis heute sind katholische Gesangbücher zugleich Gebetbücher. So trägt auch das Gotteslob von 2013 den Untertitel Katholisches Gebet- und Gesangbuch. Auch das Evangelische Gesangbuch enthält einen Gebetsteil.

## Zeitgenössische Beschreibung

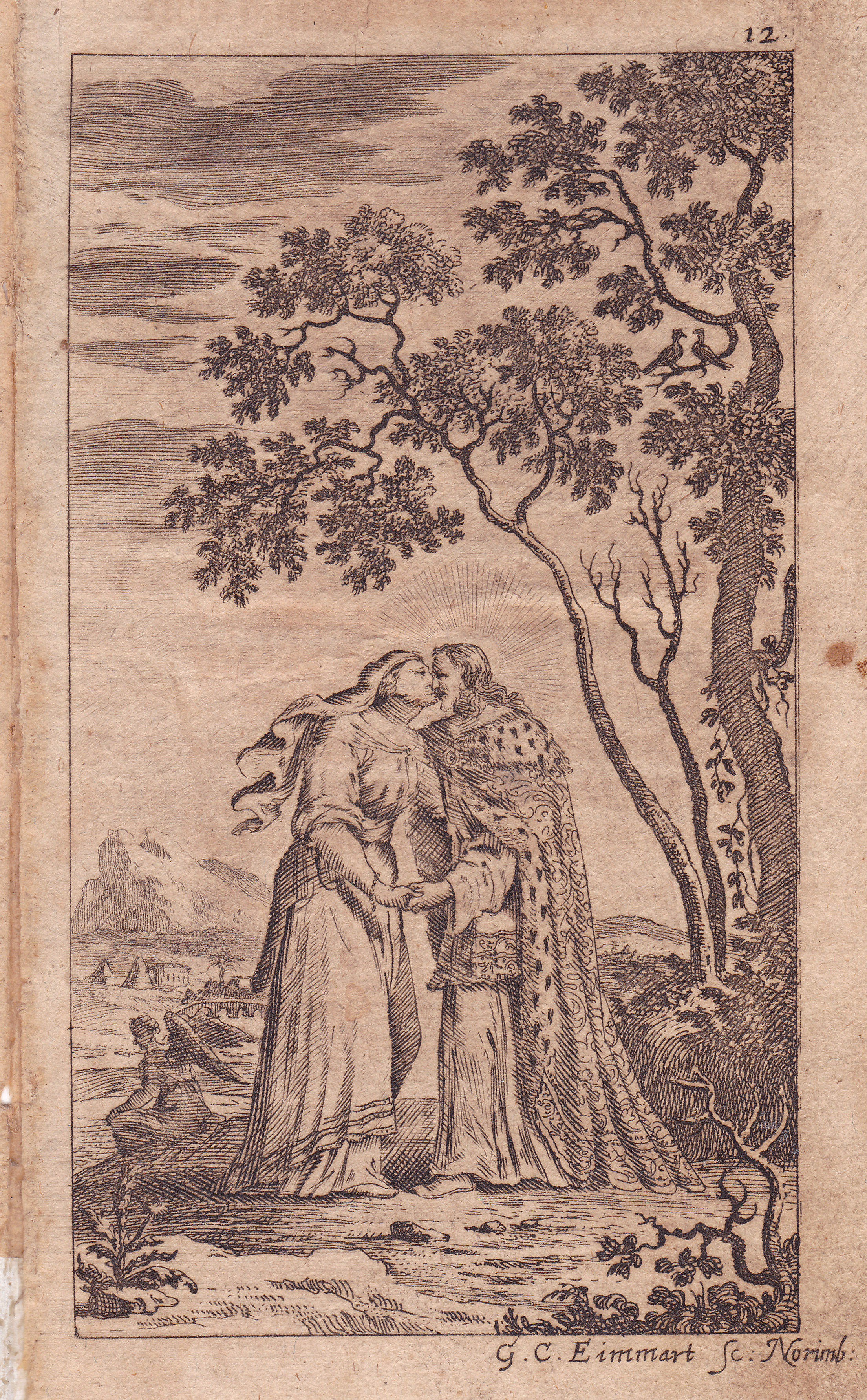
Die Liebreiche Morgen-Sonne. Kupferstich aus: M. Johann Quirsfeldes neuvermehrte himmlische Garten-Gesellschaft / bestehend in Funffzig Geistlichen Gesprächen zwischen CHRISTO und einer gläubigen Seelen / Leipzig 1681, S. 12

Amaranthes’ Frauenzimmer-Lexicon von 1715 gibt einen Blick auf das Buch in seiner Gestaltung und Außenwirkung wie auf die Texte selbst – die Titel, hier aus dem protestantischen Bereich, sind zum Teil von Frauen für Frauen verfasst, Texte besonderer Spiritualität und besonderen Anspruchs darauf, in schweren individuellen Lebenssituationen beizustehen.

„Gebet-Buch. Heisset dasjenige, in Silber Sammet, Saffian, Cordian, Frantzösisch oder anderes Leder eingebundene Buch, mit oder ohne Clausuren, bißweilen auch mit einem silbernen Schloß, so die Mägde dem Frauenzimmer in die Kirche nachtragen, und ihnen selbiges bey Auffmachung des Kirchen-Stuhls in die Hand geben; dergleichen sind Johann Christian Beers andächtiger Jungfer tägliches Hand- und Gebet-Buch. Leipzig 1715. it. Beers andächtigen Frauenzimmers geistliches Hand-, Hauß- und Kirchen-Buch. Leipzig 1714. Johann Cundisii geistl. Perlen-Schmuck des Frauenzimmers 1710. Nicolai Haasens die in GOtt andächtige Jungfer. Leipzig 1712. Haasens in GOtt andächtiges Frauenzimmer. Leipzig 1715. Salomon Liscovii Frauenzimmers Tugendspiegel in 12. Joh. Olearii Cristlicher Wittiben und Waysen-Trost. Hieronymi Ortelii geistlicher Frauenzimmer-Spiegel. Joh. Quirsfelds des mit Jesu verlobten Frauenzimmers allerschönster Seelen-Schmuck. Joh. Georg Schiebels andächtige Jungfer. Schiebels andächtige Wittwen. Barbaren Elisabeth Schubartin Jesum liebender Seelen Hertzens Zufriedenheit. Nürnberg 1699 Ejusdem Creutzes Probe. Annen-Marien Schwedendörfferin andächtige Hertzens-Seufftzer. Christian Zeisens Königliche Braut-Kammer 1714. Zeisens Frauenzimmers Gebet- und Andachts-Cabinet. Zeisens himmlischer Braut-Schmuck. Catharinen de Genua Göttlicher Liebes-Weg. Die GOtt wohlgefällige Priester-Frau. u.a.d.g.m“

## 19. Jahrhundert
Die große Zeit der Gebetbücher, in der sie in hohen Auflagen gedruckt wurden, war das 19. Jahrhundert. Nach wie vor hatten sie oft erhabene und auf andere Weise besonders gestaltete Gebetbucheinbände und waren mit einem Goldschnitt versehen. Da sie meist mit den nun zur Verfügung stehenden industriellen Fertigungsmethoden hergestellt wurden, waren sie auch bei einer aufwändigen Aufmachung für große Beterkreise erschwinglich. Neben den kostbar gebundenen Gebetbüchern gab es immer auch Exemplare für die weniger wohlhabende Bevölkerung. Werke populärer Autoren wie etwa im katholischen Bereich Martin von Cochem erlebten zahlreiche Auflagen und wurden mit einfacheren Einbänden versehen. Oftmals stellten sie das einzige Buch im Haushalt dar und an vielen erhaltenen Exemplaren ist durch starke Abnutzungsspuren erkennbar, dass sie sehr viel gelesen wurden.
Bekannte evangelische Gebetbuchverlage in Deutschland waren (und sind zum Teil noch) unter anderem das Rauhe Haus in Hamburg, der Evangelische Bücher-Verein in Berlin, Carl Bertelsmann in Gütersloh, J. F. Steinkopf und der Calwer Verlag, beide in Stuttgart. Bekannte katholische Gebetbuchverlage waren unter anderem Butzon & Bercker in Kevelaer, Verlag Herder in Freiburg, Laumann in Dülmen, Pustet in Regensburg und Regensberg in Münster.
Gebetbücher waren stets ein beliebtes Geschenk zur Erstkommunion oder zur Konfirmation. Nach dem Zweiten Weltkrieg, im Zuge eines allgemeinen Bedeutungsverlustes der religiösen Praxis ging auch die Bedeutung der Gebetbücher stark zurück.

## Gebetbuch im Judentum
Das jüdische Gebetbuch heißt Seder Tefilah (hebräisch: „Ordnung [des] Gebets“) oder Siddur (hebräisch: „Ordnung“). Siehe dazu auch Gottesdienst im Judentum.